# Bobby Bright

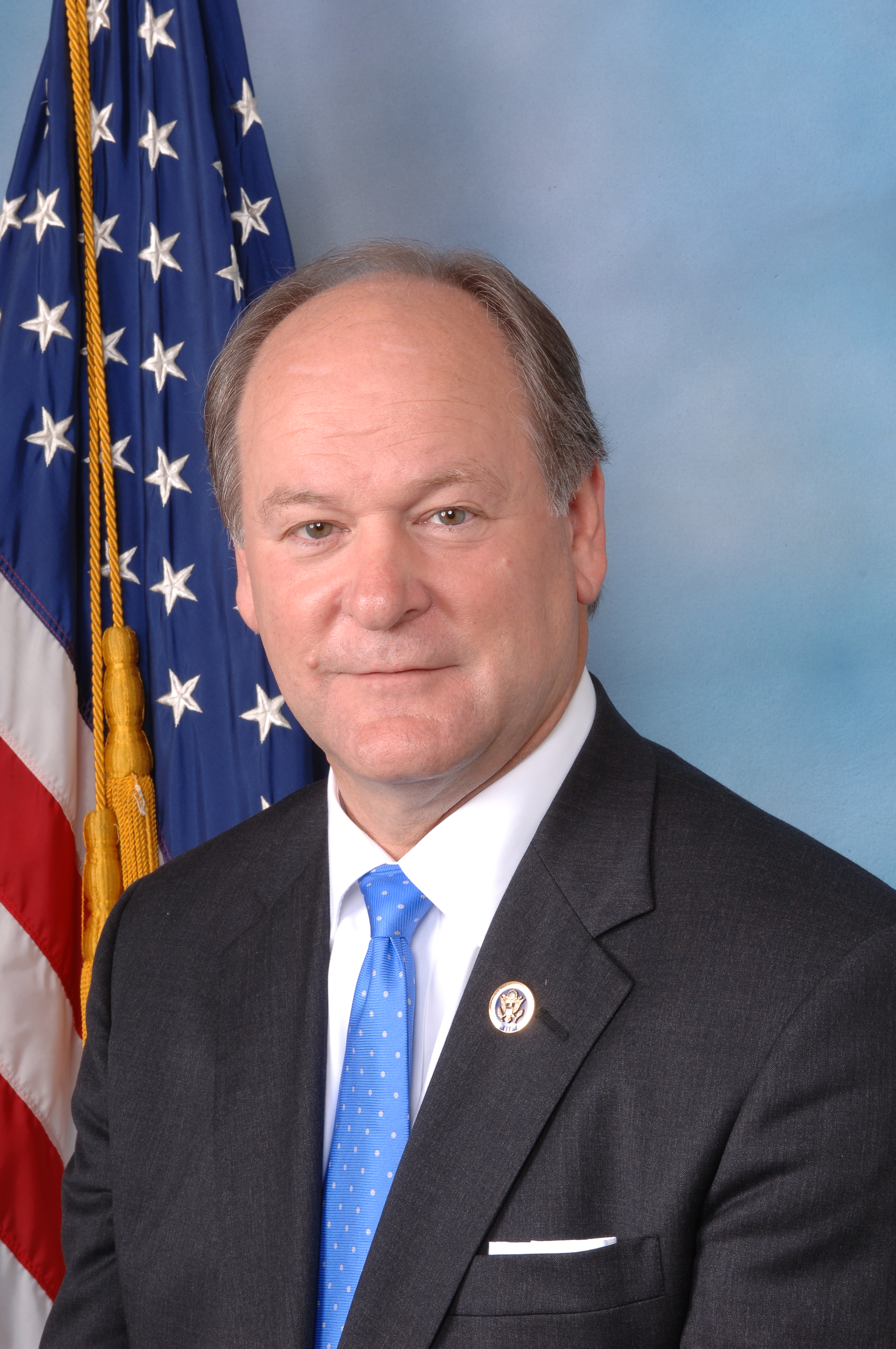
Bobby Bright

Bobby Neal Bright, Sr. (* 7. Juli 1952 in Midland City, Dale County, Alabama) ist ein amerikanischer Politiker. Er war für die Demokratische Partei von 2009 bis 2011 Mitglied des US-Repräsentantenhauses und vertrat dort den 2. Kongresswahlbezirk des Bundesstaates Alabama. Zuvor war er zehn Jahre lang als Unabhängiger Bürgermeister von Montgomery, der Hauptstadt Alabamas gewesen. Inzwischen gehört Bright den Republikanern an und scheiterte 2018 beim Versuch, in deren parteiinterner Vorwahl als Kandidat für sein früheres Kongressmandat aufgestellt zu werden.

## Familie, Ausbildung und Beruf
Bright ist das dreizehnte von 14 Kindern des Baumwoll-Sharecroppers John Bright und seiner Frau Rosa Bell Bright. Er wuchs in bescheidenen Verhältnissen ohne fließendes Wasser in Ozark auf und half von Kindheit an als Baumwollpflücker. Sein Vater starb bei einem Verkehrsunfall, als Bobby Bright das College besuchte, weshalb er verschiedene handwerkliche und dienstleistende Gelegenheitsjobs annahm, um die Familie zu ernähren. Bright schloss 1975 die Auburn University mit einem Bachelorgrad in Politikwissenschaft ab und erhielt 1977 an der Troy University den Master in Strafjustiz; später arbeitete er als Gefängniswärter. 1982 erreichte er einen Abschluss in Jura an der christlichen, privaten Faulkner University in Montgomery und machte sich anschließend als Rechtsanwalt selbstständig.
Mit seiner Frau Lynn Clardy, einer County-Richterin der Demokraten, hat er drei Kinder. Gemeinsam gehört ihnen die Naherholungsinsel Jackson Lake Island im Alabama River, die 2003 Drehort für den Film Big Fish von Tim Burton war und dessen Kulisse eines verwunschenen Dorfes erhalten geblieben ist.

## Politische Laufbahn
Bei der Wahl zum Bürgermeister Montgomerys besiegte Bright – für die meisten Beobachter überraschend – den langjährigen Amtsinhaber Emory Folmar. 2003 und 2007 wurde er jeweils gegen Scott Simmons mit großer Mehrheit wiedergewählt. Als Bürgermeister setzte sich Bright für die Belebung der Stadt durch Tourismus- und Gewerbeförderung insbesondere am Ufer des Alabama River ein; in der Downtown leitete er unter anderem durch Baumaßnahmen eine Revitalisierung ein. Die 2005 ihren Betrieb aufnehmende Hyundai Motor Manufacturing Alabama unterstützte er.
Bei der Wahl zum Repräsentantenhaus 2008 gelang es Bright, sich knapp gegen seinen republikanischen Mitbewerber Jay Love durchzusetzen und den Wahlbezirk, der seit 1965 in republikanischer Hand gewesen war, für die Demokraten zu erobern. Bright selbst war lange parteilos; erst anlässlich seiner Kandidatur wurde er Mitglied der Demokratischen Partei, nachdem er von beiden Parteien umworben worden war. Bright war Mitglied der Blue Dog Coalition, einer moderat konservativen Gruppierung innerhalb der Demokratischen Partei, und stimmte gegen die viele wichtige Gesetzesvorhaben seiner Partei, darunter das Investitionsprogramm American Recovery and Reinvestment Act und die Gesundheitsreform Obamacare, insgesamt aber blieb er in 73 Prozent der Abstimmungen auf Parteilinie. Seine Gesetzesinitiativen beschäftigten sich mit lokaler Wirtschaftsförderung und fiskalpolitischen Einschränkungen, wurden aber sämtlich nicht angenommen. Er verlor seinen Sitz bei der Wahl 2010 mit 48,9 Prozent zu 51,1 Prozent der Stimmen an die Republikanerin Martha Roby.
Im Jahr 2014 erwog Bright, sich als Republikaner für einen Sitz im Senat von Alabama zu bewerben, dessen Mandatsinhaber nicht wieder antrat. Im Februar 2018 gab er bekannt, sich bei der Wahl 2018 wieder für sein früheres Kongressmandat zu bewerben, diesmal allerdings als Republikaner, in deren Vorwahl er sich um die Nominierung bewarb. Er begründete seine Entscheidung damit, dass Roby weder im Veteranen- noch im Landwirtschaftsausschuss sitze und damit zwei wichtige Wählergruppen des Kongresswahlbezirks, der die Metropolregion Montgomery und den ländlichen Südosten des Bundesstaates umfasst, nicht wirksam vertrete (siehe die Maxwell-Gunter Air Force Base). Die Bundespartei unterstützte Roby und warf Bright seine damalige Unterstützung für die als Feindbild Konservativer geltende frühere Sprecherin des Repräsentantenhauses Nancy Pelosi vor. Bright zog gegen Roby in die Stichwahl der Vorwahl, in der er am 17. Juli 2018 mit 33 zu 67 Prozent der Stimmen unterlag. Präsident Trump hatte sich für Roby ausgesprochen.
Bright ist Diakon der Baptisten und lehnt Schwangerschaftsabbruch ebenso ab (Pro-Life) wie Einschränkungen beim Waffenbesitz; nach einer Einbruchswelle forderte er die Bürger Montgomerys auf, sich zu bewaffnen. Er setzt sich gegen Steuererhöhungen ein.

## Belege
1. 1 2 3 4 5 6  John A. Tures: Bobby Neal Bright Sr. In: Encyclopedia of Alabama, 5. Oktober 2016.
2. 1 2 3  Katherine Skiba: Congressman Bobby Bright: A Maverick Democrat in Republican Country. In: US News, 3. März 2009.
3. ↑  Howard Koplowitz: Bobby Bright seeks old House seat – as a Republican. In: AL.com, 8. Februar 2018.
4. ↑  Scott Bland: Roby wins Alabama primary runoff. In: Politico, 17. Juli 2018.

| Personendaten    | Personendaten                           |
| ---------------- | --------------------------------------- |
| NAME             | Bright, Bobby                           |
| ALTERNATIVNAMEN  | Bright, Bobby Neal (vollständiger Name) |
| KURZBESCHREIBUNG | amerikanischer Politiker                |
| GEBURTSDATUM     | 7. Juli 1952                            |
| GEBURTSORT       | Midland City, Alabama                   |